# الزفاف المستحيل
الزفاف المستحيل ، زفاف مستحيل ، حفل زفاف مستحيل ((الكورية: 웨딩 임파서블))؛ هو مسلسل تلفزيوني كوري جنوبي، من بطولة جيون جونغ سيو، مون سانغ مين، كيم دو وان، باي يون-كيونغ. وهو مبني على ويبتون يحمل نفس الاسم، كتبه سونغ جونغ وون ورسمه لي تشونغ. عرض في 26 فبراير الى 2 أبريل 2024 على قناة تي في ان ، بث فترة الإثنين والثلاثاء الساعة 20:50 بتوقيت (KST).

## القصة
في هذه الدراما الرومانسية، تحتل الرغبات المتضاربة ومعارضة الزواج المقترح مركز الصدارة. عندما يقترح الوريث الثري لي دو هان (كيم دو وان) زواجًا زائفًا من الممثلة غير المعروفة نسبيًا نا آي جيونج (جيون جونج سيو)، فإنها تغتنم الفرصة على الرغم من المثلية الجنسية لدو هان. تنشأ التعقيدات عندما يتدخل شقيق دو هان الأصغر الطموح، لي جي هان (مون سانغ مين)، لإحباط الزواج.

## طاقم

### رئيسي
- جيون جونغ سيو في دور نا آ جيونغ[4]

ممثلة ثانوية ذات مهارات تمثيلية جيدة ولكن مستوى تقديرها منخفض. تتلقى عرض زواج وهمي، بصفتها زوجة لي دو هان، ابن إحدى الشركات.
- مون سانغ مين في دور لي جي-هان[5]

رجل أعمال من الجيل الثالث وآخر حفيد لمجموعة LJ Group الذي يعيش بهدوء وإخلاص مع طموح جعل أخيه الأكبر وريثًا للتكتل.
- كيم دو-وان في دور لي دو-هان[1]

الأخ الأكبر لي جي هان. إنه رجل مثالي ويتمتع بقلب دافئ، ولكن بسبب سر لا يمكن إخباره لأي شخص، فهو يرفض أن يكون خليفة أو يتزوج.
- باي يون-كيونغ في دور يون تشاي-وون[1]

الرئيس التنفيذي لشركة تاي يانغ. إنها نبيلة منذ ولادتها وحتى أفعالها، وهي شخصية يتطلع إليها جي هان باعتبارها زوجة أخيه المحتملة.

### داعم
- بارك آه-إن بدور تشوي سيونغ-آه: أخت جي-هان غير الشقيقة وهي مديرة إدارية لمتجر LJ متعدد الأقسام..[6]
- بارك جاي وان وتشوي جونغ تشان
- كانغ نا إيون في دور يو جونغ هي
- كوون هاي هيو
- كيم كوانج كيو
- مين جين وونغ
- كيم يي-وون
- سونغ سانغ يون

### ظهور خاص
- كانغ هيونغ سيوك في دور كيم هو تاي[7]
- جونغ كيونغ-هو[8]

## المشاهدات
| الموسم | الموسم | رقم الحلقة | رقم الحلقة | رقم الحلقة | رقم الحلقة | رقم الحلقة | رقم الحلقة | رقم الحلقة | رقم الحلقة | رقم الحلقة | رقم الحلقة | رقم الحلقة | رقم الحلقة | المتوسط |
| الموسم | الموسم | 1          | 2          | 3          | 4          | 5          | 6          | 7          | 8          | 9          | 10         | 11         | 12         | المتوسط |
| ------ | ------ | ---------- | ---------- | ---------- | ---------- | ---------- | ---------- | ---------- | ---------- | ---------- | ---------- | ---------- | ---------- | ------- |
|        | 1      | 938        | 842        | 893        | 852        | 851        | 741        | 769        | 757        | 722        | 448        | 566        | 747        | 761     |

| Ep.   | تاريخ البث     | تقييمات (نيلسن كوريا) | تقييمات (نيلسن كوريا) |
| Ep.   | تاريخ البث     | على الصعيد الوطني     | سيئول                 |
| ----- | -------------- | --------------------- | --------------------- |
| 1     | 26 فبراير 2024 | 4.004%                | 4.441%                |
| 2     | 27 فبراير 2024 | 4.066%                | 4.651%                |
| 3     | 4 مارس 2024    | 4.054%                | 4.569%                |
| 4     | 5 مارس 2024    | 3.986%                | 3.914%                |
| 5     | 11 مارس 2024   | 3.671%                | 3.718%                |
| 6     | 12 مارس 2024   | 3.485%                | 3.759%                |
| 7     | 18 مارس 2024   | 3.503%                | 3.576%                |
| 8     | 19 مارس 2024   | 3.394%                | 3.629%                |
| 9     | 25 مارس 2024   | 3.130%                | 3.422%                |
| 10    | 26 مارس 2024   | 2.229%                | 2.236%                |
| 11    | 1 ابريل 2024   | 2.800%                | 3.093%                |
| 12    | 2 ابريل 2024   | 3.666%                | 4.184%                |
| متوسط | متوسط          | 3.499%                | 3.766%                |

## الإنتاج

### تصوير
في 11 أبريل 2023، أعلن فريق الإنتاج، توقف تصوير المسلسل بسبب الوفاة المفاجئة للممثلة جونغ تشاي يول. وفي 13 أبريل، أكد أحد المسؤولين أن التصوير سيستأنف اليوم، وقرر فريق الإنتاج إيجاد بديل للممثلة الراحلة.

## روابط خارجية
- الموقع الرسمي
 (بالكورية)
- الزفاف مستحيل على موقع IMDb (الإنجليزية)
- الزفاف مستحيل على موقع فيلمافينيتي (الإسبانية)
- الزفاف مستحيل على موقع قاعدة بيانات الفيلم (الإنجليزية)
- الزفاف المستحيل على هانسينما